# Očura (Novi Golubovec)
 Očura  falu Horvátországban Krapina-Zagorje megyében. Közigazgatásilag Novi Golubovechez tartozik.

## Fekvése
Krapinátóltól 10 km-re keletre, községközpontjától 1 km-re északra a Horvát Zagorje területén fekszik.

## Története
A falunak 1890-ben 19, 1910-ben 9 lakosa volt. Trianonig Varasd vármegye Zlatari járásához tartozott. 2001-ben 82 lakosa volt.

## Nevezetességei
Határában kőbánya működik, melynek irodái a közeli Lepoglaván vannak.

## Külső hivatkozások
- Novi Golubovec község hivatalos oldala